# Los chicos con las chicas
Los chicos con las chicas es una película musical española dirigida por Javier Aguirre en 1967. El largometraje fue realizado como vehículo de promoción del grupo de música pop Los Bravos, entonces en la cima de su popularidad. Toma prestado su título de la canción homónima, una de las más conocidas del grupo.

## Argumento
Los Bravos (Mike, Pablo, Tony, Manolo y Miguel) han decidido tomarse unas vacaciones y se marchan con sus motos a acampar en un retirado rincón de la montaña. Cerca de allí, en un colegio de señoritas, las jóvenes alumnas los ven en una excursión por el campo. Entonces Mike se enamora de un flechazo de una de las chicas, Elisa (Enriqueta Carballeira), y movido por su amor consigue introducirse en el colegio como profesor de música. La estricta disciplina y rectitud del centro pronto se verá alterada con la aparición del nuevo profesor. Los esfuerzos de sus compañeros por sacar a Mike de allí son inútiles, ya que la entrada a los demás hombres está vedada. Así que deberán ingeniarse los métodos más pintorescos para entrar en el centro sin ser reconocidos.

## Influencias
El gran éxito de los dos films protagonizados por The Beatles y dirigidos por Richard Lester provocaron que la fórmula musical yé-yé se imitase en España. 

## Enlaces
- Presentación de la película en Cine de Barrio (RTVE: Emisión 11/06/2016)
- Coloquio sobre el fenómeno fan a propósito del pase de dos películas de grupos musicales: "Sufre mamón" (1987) y "Los chicos con las chicas" (1967) en Historia de nuestro cine (RTVE: Emisión 25/02/2022)

- Datos: Q5488511